# Malvasia de Colares
Die Weißweinsorte Malvasia de Colares wird im Nordwesten Lissabons in der Nähe der namensgebenden Gemeinde Colares angebaut. Beim Weißwein des Colares-Weins stellt der Malvasia de Colares die Leitsorte dar. Im Jahr 2010 lag die bestockte Rebfläche bei 1031 ha.
Die spätreifende Sorte ergibt einen fruchtig-blumigen Wein und wird meist nahezu sortenrein eingesetzt.
Gemäß DNA-Analysen stammt die Rebsorte Malvasía de Colares von der arabischen Sorte Gibi und der portugiesischen Amaral ab. Gleiches gilt im Übrigen für die portugiesischen Sorten Manteudo, Camarate Tinto, Arinto do Dão und Codega sowie die spanischen Sorten Alfrocheiro und Jaen Blanco (Large-scale parentage analysis in an extended set of grapevine cultivars (Vitis vinifera L.), Lacombe et al., 2007)

## Ampelographische Sortenmerkmale
In der Ampelographie wird der Habitus folgendermaßen beschrieben:
- Die bronzefarbene Triebspitze ist offen. Sie ist weißwollig behaart. Die grünen Jungblätter sind nur leicht wollig behaart.
- Die großen Blätter sind ungelappt oder dreilappig und kaum gebuchtet (siehe auch den Artikel Blattform). Die Stielbucht ist elliptisch offen.
- Die konusförmige Traube ist mittelgroß bis groß (mindestens 500 Gramm schwer) und eher lockerbeerig. Die rundlichen Beeren sind mittelgroß und von gelblich-grüner Farbe.

Die spät austreibende Rebsorte reift ca. 30 Tage nach dem Gutedel und gilt somit innerhalb der weißen Rebsorten als sehr spät reifend. Empfindlich ist die Sorte zur Erntezeit gegen Sonnenbrand.
Malvasia de Colares ist eine Varietät der Edlen Weinrebe (Vitis vinifera). Sie besitzt zwittrige Blüten und ist somit selbstfruchtend. Beim Weinbau wird der ökonomische Nachteil vermieden, keinen Ertrag liefernde, männliche Pflanzen anbauen zu müssen.

## Synonyme
Die Rebsorte Malvasia de Colares ist auch unter dem Namen Malvasia bekannt.